# Серкль де Жуакім
Спортивний клуб «Серкль де Жуакім» або просто «Серкль де Жуакім» (фр. Cercle de Joachim Sports Club) — професіональний маврикійський футбольний клуб з міста К'юрпайп.

## Історія
«Серкль де Жуакім» було засновано в 2004 році. У своєму ж першому в історії сезоні команда стала переможцем Групи А й здобула путівку до другого дивізіону національного чемпіонату.
Він приєднався до Прем'єр-ліги в сезоні 2010 року, після того як став перемоцем своєї групи в другому дивізіоні. Клуб посів 4-те місце в чемпіонаті в сезоні 2013 року після того, як припинив боротьбу за титул за п'ять турів до завершення чемпіонату. У серпні 2013 року на посаді головного тренера Джо Тшумпула замінює Деніела Ремсемі. В 2014 році клуб вперше в своїй історії став перемоцем Прем'єр ліги. В 2015 році «Серкль де Жуакім» вдруге здобув титул перемоця національного чемпіонату.

## Досягнення
- Прем'єр-ліга Маврикію
  -  Чемпіон (4): 2014, 2015, 2024, 2024/25

## Дербі
Найпринциповішим суперником «Серкль де Жуакім» є інша команда з міста К'юрпайп, СК «К'юрпайп Старлайт».

## Стадіон
«Серкль де Жуакім» проводить свої домашні поєдинки на стадіоні «Стад Георг V», який затен вмістити 6 200 уболівальників. На цьому ж тадіоні проводить свої домашні поєдинки й СК «К'юрпайп Старлайт».

## Статистика виступів на континентальних турнірах
| Сезон | Турнір             | Раунд      | Клуб         | Вдома | На виїзді | Загалом |
| ----- | ------------------ | ---------- | ------------ | ----- | --------- | ------- |
| 2016  | Ліга чемпіонів КАФ | Попередній | Янг Ефріканс | 0-1   | 0-2       | 0-3     |

## Відомі гравці
- Жан-Деніс Дукі
- Абубакар Аугустен
- Луї-Гуянд Шиффон

## Відомі тренери
- 2010—2011 : Сідні Каєтан
- 2011—2012 : Брюно Рандріанарівоні[6]
- 2012—2013 : Деніел Ремсемі
- 2013—2014 : Джо Тшупула